# الانسون
الانسون (به فرانسوی: Alençon) در شهرستان اورن در ناحیه نرماندی سفلی با جمعیت ۲۸٬۴۵۸ نفر در کشور فرانسه واقع شده‌است

## نگارخانه

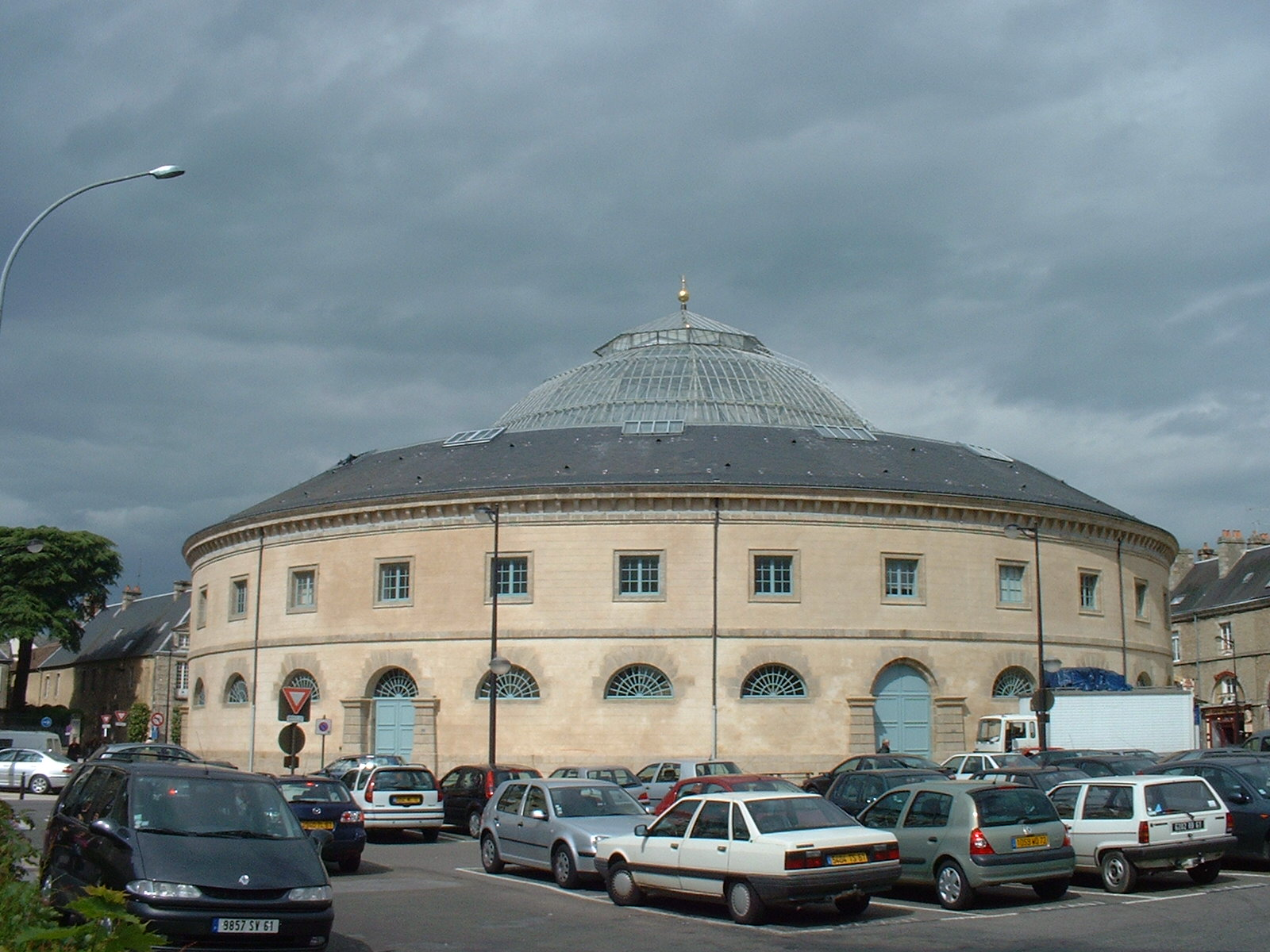
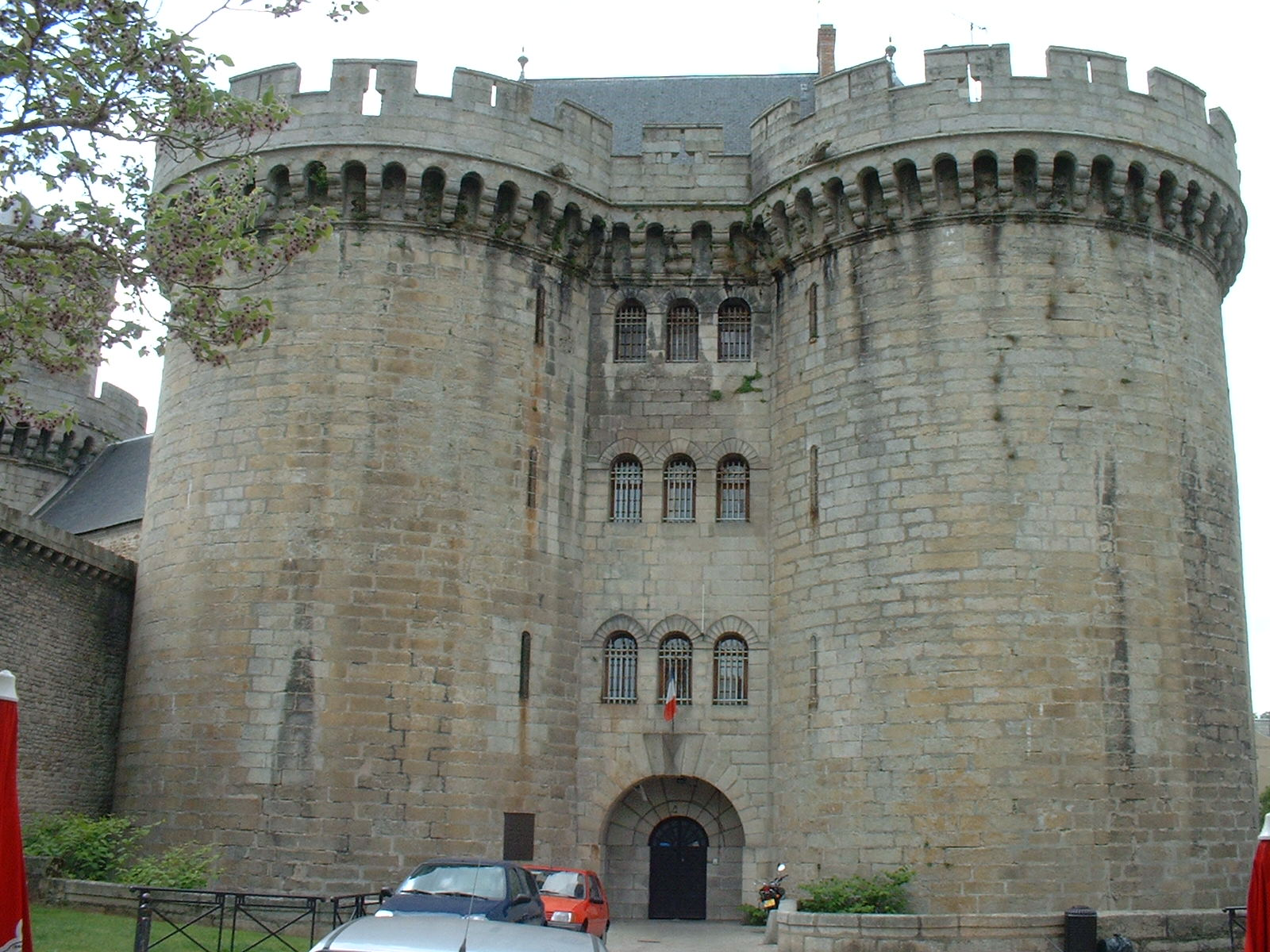
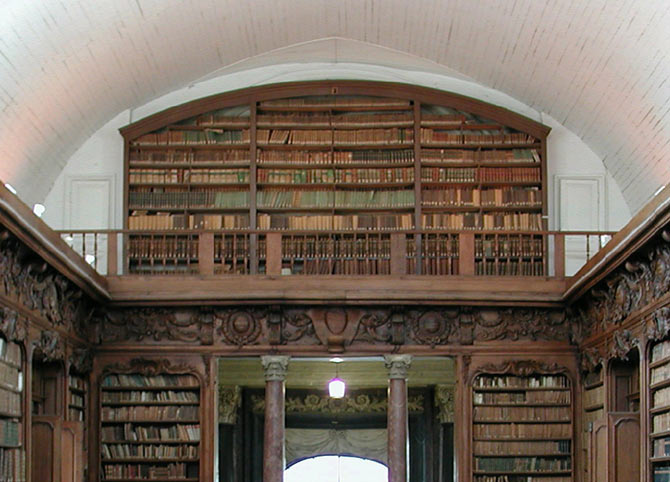